# Undersåker
Undersåker is een plaats in de gemeente Åre in het landschap Jämtland en de provincie Jämtlands län in Zweden. De plaats heeft 384 inwoners (2005) en een oppervlakte van 79 hectare. De plaats ligt aan de rivier de Indalsälven en de Europese weg 14, ook loopt er een spoorlijn door de plaats en is er een uit 1882 afkomstig treinstation te vinden. De dichtstbijzijnde stad is Östersund, dat 80 kilometer ten westen van Undersåker ligt.

## Geboren
- Erik Mobärg (23 juni 1997), freestyleskiër

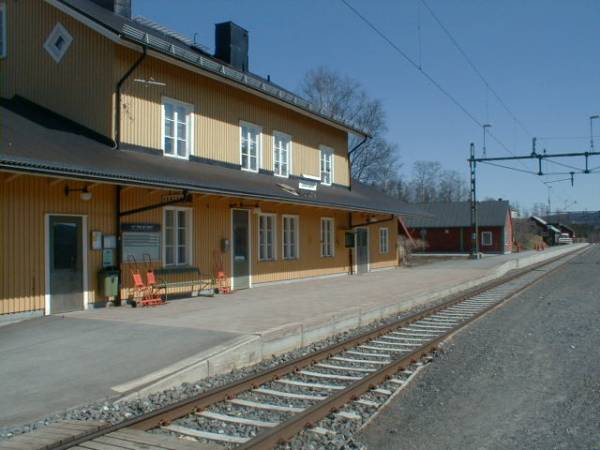
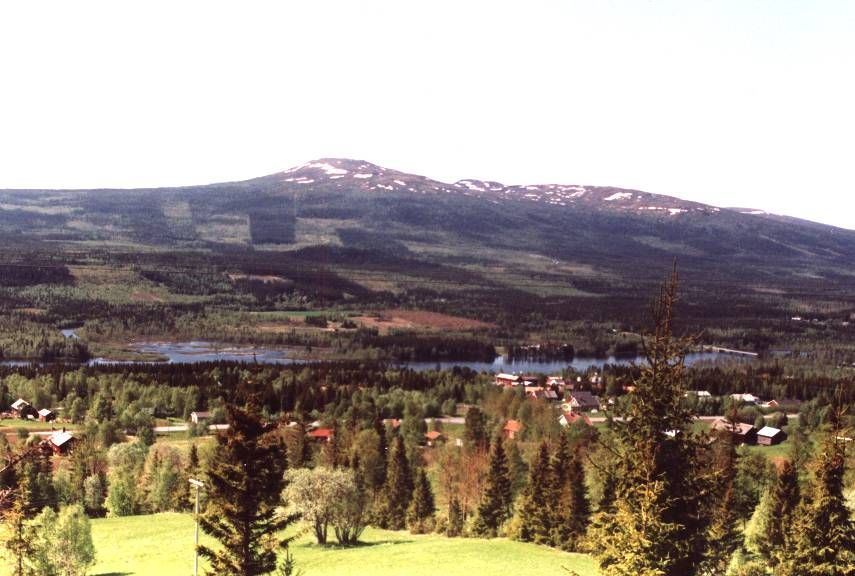
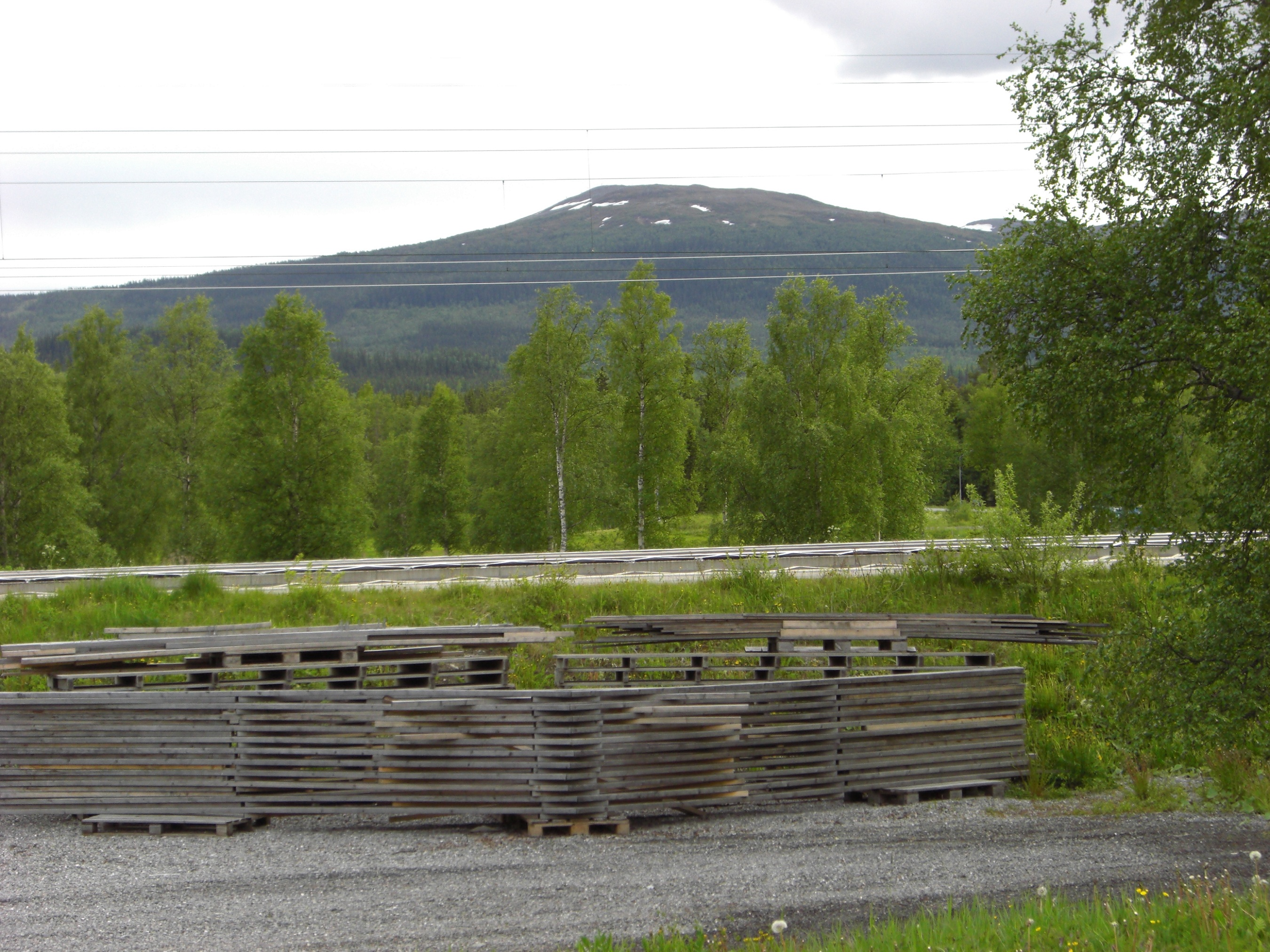
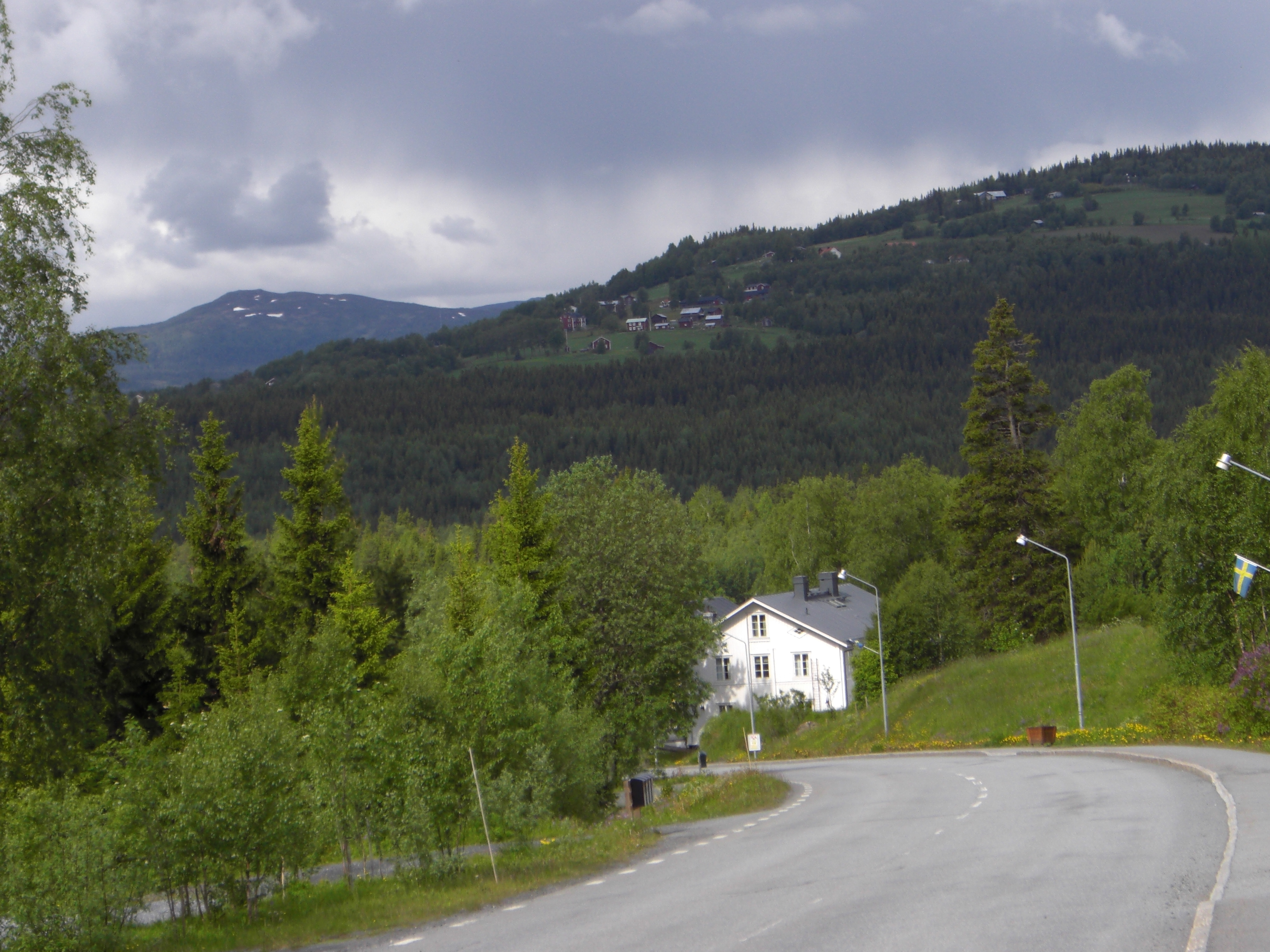